# Winthemia geminata
Winthemia geminata är en tvåvingeart som först beskrevs av Brauer och Julius Edler von Bergenstamm 1889.  Winthemia geminata ingår i släktet Winthemia och familjen parasitflugor. Inga underarter finns listade i Catalogue of Life.